# Молта (Илиноис)
Молта (енгл. Malta) град је у америчкој савезној држави Илиноис.

## Демографија
По попису из 2010. године број становника је 1.164, што је 195 (20,1%) становника више него 2000. године.
| Група             | 2000.       | 2010.         |
| Белци             | 918 (94,7%) | 1.068 (91,8%) |
| Афроамериканци    | 6 (0,6%)    | 2 (0,2%)      |
| Азијати           | 2 (0,2%)    | 5 (0,4%)      |
| Хиспаноамериканци | 23 (2,4%)   | 66 (5,7%)     |
| Укупно            | 969         | 1.164         |